# La Historia de Daniela Castillo, Todos sus Éxitos
 La Historia de Daniela Castillo, Todos sus Éxitos  es el primer  Álbum recopilatorio
de la cantante chilena Daniela Castillo, publicado en 2010. El disco es una recopilación de las mejores canciones de su disco Daniela Castillo y otros éxitos grabados a través del programa Rojo, Fama contrafama.

## Antecedentes

### Colaboradores
Daniela Castillo es la intérprete principal del disco, pero además cuenta con la colaboración de algunos de sus compañeros de Rojo, en el track 6 con Daniel Donoso, 7 con Bárbara Muñoz, 10 con Gabriel Suárez y 18 con Mon Laferte, María José Quintanilla y Mario Guerrero.

### Producción
La producción del disco fue a través de la empresa Cinco Niñitas Distribución y Producción S.A. en la ciudad de Santiago de Chile.

### Lista de canciones
| #   | Título                                         | Tiempo | Álbum                     | Compositor                  |
| --- | ---------------------------------------------- | ------ | ------------------------- | --------------------------- |
| 1.  | Tú volverás                                    | 3:54   | Daniela Castillo          | Tessa                       |
| 2.  | Dueña de mi corazón                            | 3:19   | Daniela Castillo          | M. Martín                   |
| 3.  | Brujería                                       | 2:43   | A Mover el Esqueleto      | D.R.                        |
| 4.  | My heart will go on (Tema de amor del Titanic) | 4:39   | Rojo, el Color del Amor   | James Horner                |
| 5.  | Trampa de cristal                              | 3:40   | Daniela Castillo          | Nika                        |
| 6.  | Algo que decir                                 | 3:51   | Rojo, la Película         | C. Zalles – Iker Gastaminza |
| 7.  | Por el resto de tus días                       | 3:57   | Rojo Rock Latino          | H. Cantero                  |
| 8.  | Creo en ti                                     | 4:10   | Singles de Rojo           | D. Aleuy                    |
| 9.  | Quiero ser tú                                  | 3:52   | Daniela Castillo          | Vega                        |
| 10. | Hasta que vuelvas                              | 3:32   | Rojo, el Color del Amor 2 | Bojalli - Muñoz             |
| 11. | Encontrarás                                    | 4:42   | Daniela Castillo          | N. Saint Pierre             |
| 12. | Amigos o qué                                   | 4:26   | Daniela Castillo          | A. de León                  |
| 13. | Volver a respirar                              | 3:56   | Daniela Castillo          | C. Zalles - Fuzessy         |
| 14. | Una canción de amor                            | 3:55   | Daniela Castillo          | Gian Marco Zignago          |
| 15. | Por muchas lunas llenas                        | 4:40   | Daniela Castillo          | M. Cruz                     |
| 16. | No me enseñaste                                | 4:17   | Rojo, el Color del Amor   | Estéfano                    |
| 17. | No intentes herirme                            | 3:17   | Daniela Castillo          | R. Nacher                   |
| 18. | Dilo cantando                                  | 2:51   | Rojo, la Película         | C. Zalles                   |

### Formatos
- Disco compacto: Disponible con 18 canciones en lista.[1]